# Francesco Petrarca
Francisco Petrarca (em italiano: Francesco Petrarca; Arezzo, 20 de julho de 1304 — Arquà, 19 de julho de 1374) foi um poeta, escritor e diplomata italiano, e um dos principais expoentes do humanismo. Sua obra poética contribuiu para o desenvolvimento do soneto e influenciou toda a poesia lírica ocidental. Junto com Dante e Boccaccio, é considerado um dos principais nomes da literatura do Trecento.
Homem agora desligado do conceito da sua pátria como "mater" e cidadão do mundo, Petrarca fez renascer, no campo filosófico, o agostinismo em oposição à Escolástica e realizou uma reavaliação histórico-filológica dos clássicos latinos. Proponente de um renascimento dos "studia humanitatis" num sentido antropocêntrico (em vez de um sentido absolutamente teocêntrico), Petrarca (que recebeu a laurea Poética em Roma em 1341) dedicou toda a sua vida a reviver culturalmente a poética e a filosofia antigas e Patrísticas através da imitação dos clássicos, oferecendo uma imagem de si mesmo como defensor da virtude e da luta contra o vício.
A própria história de "Il Canzoniere", na verdade, é mais uma viagem de redenção do amor avassalador por Laura do que uma história de amor, e a obra latina do "Secretum" também deve ser avaliada sob este prisma. Os temas e a proposta cultural de Petrarca, para além de terem fundado o movimento cultural humanista, deram origem ao fenómeno do "petrarquismo", que visava imitar as características estilísticas, o vocabulário e os géneros poéticos da produção lírica vernacular de Petrarca.

## Biografia

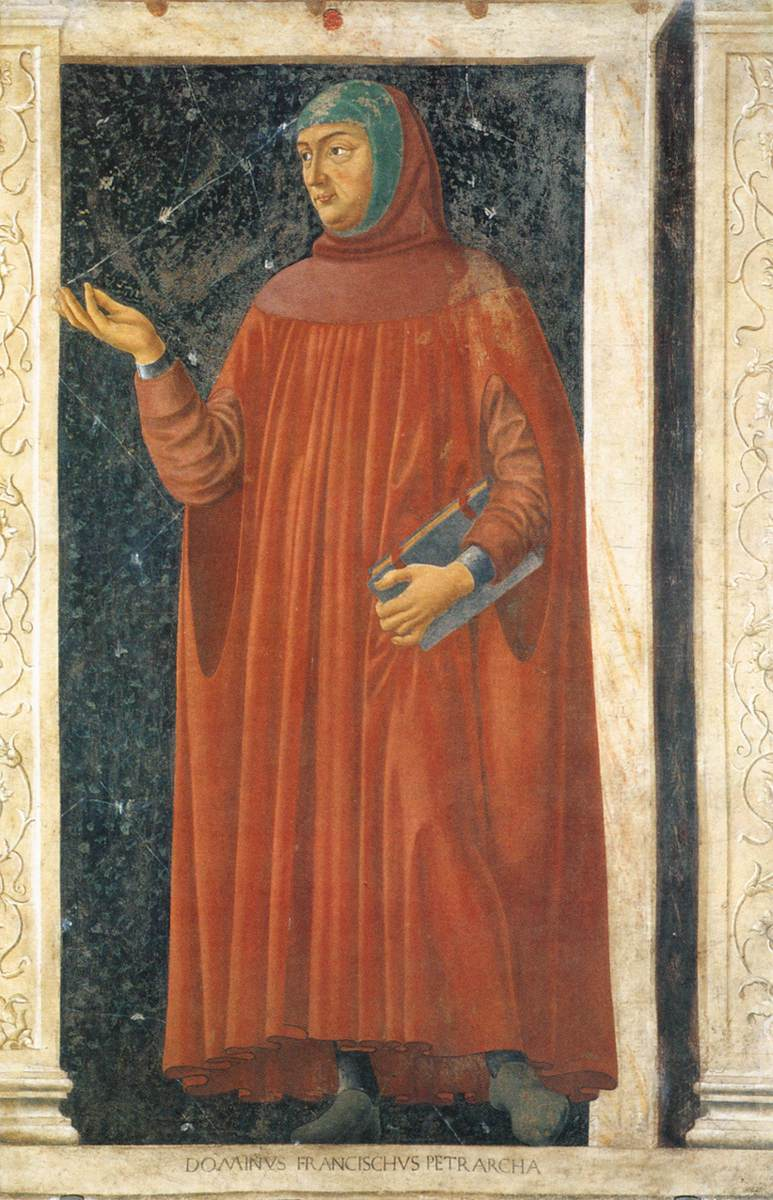
Petrarca na pintura Ciclo dos Famosos Homens e Mulheres, por Andrea di Bartolo di Bargilla. Galeria Uffizzi, Florença

Petrarca nasceu em Arezzo, filho de um notário, e passou sua infância na pequena cidade de Incisa in Val d'Arno, perto de Florença. Seu pai, Ser Petracco, tinha sido exilado em Florença em 1302, junto com Dante, pelos Guelfos Negros. Petrarca passou grande parte dos seus primeiros anos em Avinhão e Carpentras, para onde sua família se mudou, a fim de seguir o Papa Clemente V, quando se dá a instalação do Papado de Avinhão, em 1309.
Inicialmente, estudou em Montpellier (1316–1320) e Bolonha (1320–1326), onde o pai insistiu para que estudasse Direito. Contudo, Petrarca se interessava pela escrita e pela Literatura Latina.
Após a morte do pai, em 1326, Petrarca volta a Avinhão, onde trabalhou em vários e diferentes empregos burocráticos, tendo assim mais tempo livre para trabalhar em seus escritos. Ao ser lançada a sua primeira grande obra, Africa, um épico em latim sobre o grande general romano Scipio Africanus, Petrarca se torna uma celebridade na Europa. Em 1341, ele trouxe de volta a antiga tradição da laurea poetas e foi coroado em Roma, sendo o primeiro homem, desde a Antiguidade, a receber esta honra.
Viajou intensamente pela Europa e trabalhou como embaixador. Gostava muito de escrever cartas e tinha em Boccaccio um de seus mais notáveis amigos. Durante suas viagens, colecionou manuscritos latinos antigos e assim tornou-se um dos primeiros a redescobrir o conhecimento da Roma Antiga e Grécia Antiga. Entre outras realizações, participou da primeira tradução latina de Homero e em 1345, descobriu pessoalmente uma inédita coleção de cartas de Cícero.
Desdenhando o que acreditava ser a ignorância dos séculos que precederam a sua era, diz-se que Petrarca usou a expressão Idade das Trevas para se referir à Idade Média.
Petrarca afirmava que em 26 de Abril de 1336, junto com seu irmão e dois servos, alcançou o topo do Monte Ventoux (1 909 m) e escreveu um relato fictício da aventura, composto tempos mais tarde na forma de cartas para seu amigo Francesco Dionigi. Posteriormente, esse relato se tornou a história de uma real expedição de alpinismo. Portanto, 26 de Abril de 1336 é considerado o dia do nascimento do alpinismo, sendo Petrarca tido como o pai do alpinismo.
Na última parte de sua vida, viajou bastante pelo norte da Itália.
Sua carreira na Igreja não permitiu que se casasse, mas foi considerado o pai de duas crianças postumamente. Em 1367, Petrarca fixou-se em Pádua, onde passou seus últimos anos em contemplação religiosa. Doou sua notável biblioteca de manuscritos para a cidade de Veneza, onde hoje fazem parte do núcleo da Biblioteca Marciana.
Morreu em 19 de julho de 1374 no Vêneto.

## Laura e a Poesia
O nome de Petrarca está associado de maneira indissolúvel ao de Laura, a mulher amada que ele canta em Rerum vulgarium fragmenta (Fragmentos em língua popular), mais conhecidos pelo nome de Il Canzoniere.
Em 1327, em uma sexta-feira Santa, a visão de uma mulher chamada Laura na Igreja de Santa Clara de Avinhão despertou em Petrarca uma paixão duradoura, celebrada nas Rime sparse ("Rimas Esparsas"). Mais tarde, poetas renascentistas que copiaram o estilo de Petrarca deram o nome a essa coleção de 366 poemas de Il Canzoniere ("O Cancioneiro"). Laura pode ter sido Laura de Noves, esposa de Hugues de Sade e um ancestral do Marquês de Sade. Petrarca sempre negou a acusação de que ela possa ter sido um personagem idealizado ou com pseudônimo falso (visto que o nome Laura tem semelhança com láurea). Sua descrição realista em seus poemas contrasta com os clichês do Trovadorismo e do amor cortês. Sua presença causa do poeta uma alegria indescritível, mas seu amor não-correspondido criava desejos instantâneos. Há pouca informação concreta na obra de Petrarca sobre Laura, exceto que é linda, tem cabelos claros e é uma moça modesta e digna. Laura e Petrarca tiveram pouco ou nenhum contato pessoal. De acordo com seu Secretum, ela o recusava porque já era casada com outro homem. Ele canalizou seus sentimentos para os poemas de amor que eram exclamatórios e escreveu prosa em que mostrava seu desprezo por homens que buscavam mulheres.
Petrarca aperfeiçoou a conhecida forma do soneto, herdada de Giacomo da Lentini, e que Dante amplamente usou. Muitos dos poemas de Petrarca, colecionados no Cancioneiro (dedicado a Laura), eram sonetos. O compositor romântico Franz Liszt musicou alguns dos sonetos de Petrarca, Tre sonetti del Petrarca.

## Obra

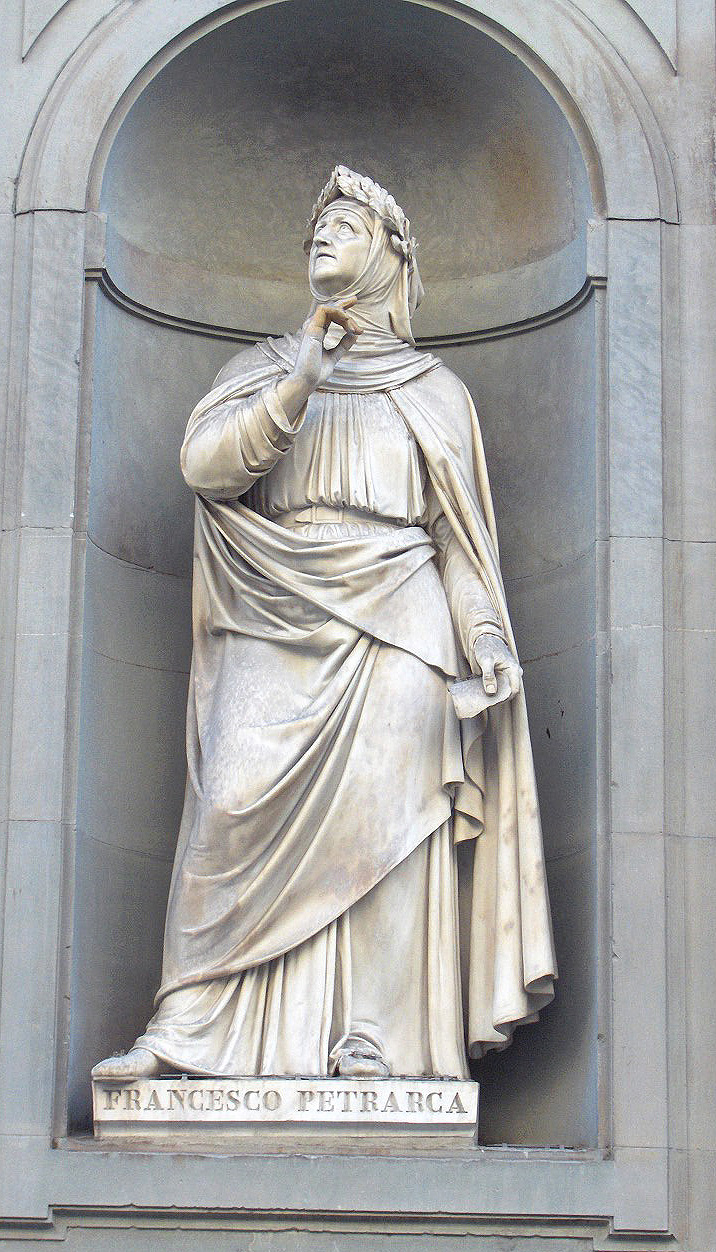
Estátua de Petrarca no exterior do Palácio Uffizzi, em Florença.

Petrarca é mais conhecido por sua poesia em romanço: principalmente o Canzoniere e o Trionfi ("Triunfos"). Contudo, Petrarca foi um entusiasmado estudioso do Latim e escreveu a maioria de sua obras nessa língua. Seus escritos em Latim foram muito variados e incluíram trabalhos acadêmicos, ensaios introspectivos, cartas e mais poesia. Entre eles estão: Secretum ("Meu Livro Secreto"), um diálogo imaginário, intensamente pessoal e cheio de culpa com santo Agostinho de Hipona; De Viris Illustribus ("Sobre os Homens Famosos"), uma série de biografias morais; Rerum Memorandarum Libri, um tratado incompleto sobre as virtudes cardeais; De Otio Religiosorum ("Sobre o Lazer Religioso") e De Vita Solitaria ("Sobre a Vida Solitária"), que elogia a vida contemplativa; De Remediis Utriusque Fortunae ("Remédios para os trancos e barrancos"), um livro de auto-ajuda que permaneceu popular por muitos anos; Itinerarium ("O Guia de Petrarca para a Terra Santa"), um ancestral distante dos guia de viagem; um número de críticas violentas contra seus oponentes tais como médicos, escolásticos e os franceses; o Carmen Bucolicum, uma coleção de doze poemas pastorais; e o épico incompleto Africa. Petrarca também publicou muitos volumes de suas cartas, incluindo algumas para alguns já mortos como Cícero e Virgílio. Infelizmente, muitos dos seus escritos em Latim são difíceis de serem encontrados hoje. É difícil identificar datas precisas para seus escritos, dado que ele os revisou constantemente ao longo de sua vida.
Além disso, Petrarca juntou suas cartas em dois grandes livros chamados Epistolae Familiares e Seniles, uma ideia que veio de seu conhecimento das cartas de Cícero. Ele deixou fora da Epistolae Familiares um grupo especial de dezenove cartas polêmicas chamadas Liber sine nomine que foram muito criticadas durante o Papado de Avinhão. Estas cartas foram publicadas sem nome para proteger os destinatários, todos eles mantinham uma ligação íntima com Petrarca. Os destinatários incluíam Philippe de Cabassoles, bispo de Cavaillon; Ildebrandino Conti, bispo de Pádua; Cola di Rienzo, tribuno de Roma; Francesco Nelli, padre do Prior da Igreja dos Santos Apóstolos em Florença; e Niccolà di Capoccia, um cardela e padre de Saint Vitalis.
Sua Carta para a Posteridade (a última carta na obra Seniles) dá uma autobiografia e uma síntese de sua filosofia de vida.

## Dolce stil novo
O dolce stil novo é uma expressão de Dante (incluída na Divina Comédia), que indica um grupo de sete poetas: Guido Guinizelli, Guido Cavalcanti, Lapo Gianni, Gianni Alfani, Dino Frescobaldi, Cino de Pistois e o próprio Dante e identificou um dos mais importantes movimentos literários da Itália no século XIII. Uma das marcas do dolce stil novo foi a introspecção, que foi mais tarde desenvolvida com mais vigor por Petrarca.

## Poemas
| Soneto 1 Voi ch'ascoltate in rime sparse il suono Di quei sospiri ond'io nudriva 'l core In sul mio primo giovenile errore Quand'era in parte altr'uom da quel ch'i' sono, Del vario stile in ch'io piango et ragiono Fra le vane speranze e 'l van dolore, Ove sia chi per prova intenda amore, Spero trovar pietà, nonché perdono. Ma ben veggio or sí come al popol tutto Favola fui gran tempo, onde sovente Di me mesdesmo meco mi vergogno; Et del mio vaneggiar vergogna è 'l frutto, E 'l pentersi, e 'l conoscer chiaramente Che quanto piace al mondo è breve sogno. |  | Soneto 13 Quando fra l'altre donne ad ora ad ora Amor vien nel bel viso di costei, quanto ciascuna è men bella di lei tanto cresce 'l desio che m'innamora. I' benedico il loco e 'l tempo et l'ora che sí alto miraron gli occhi mei, et dico: Anima, assai ringratiar dêi che fosti a tanto honor degnata allora. Da lei ti vèn l'amoroso pensero, che mentre 'l segui al sommo ben t'invia, pocho prezando quel ch'ogni huom desia; da lei vien l'animosa leggiadria ch'al ciel ti scorge per destro sentero, sí ch'i' vo già de la speranza altero. |  |

## Filosofia
Petrarca é tradicionalmente chamado o pai do Humanismo. Ele inspirou a filosofia humanista que levou à Renascença. Ele acreditava no imenso valor prático e na imensa moral do estudo da História Antiga e da Literatura Antiga - isto é, o estudo do pensamento e da ação humana.
Embora o Humanismo tenha mais tarde sido associado ao secularismo, Petrarca era um devoto cristão e não via conflitos entre a realização do potencial humano e a fé religiosa. Um homem muito introspectivo, ele deu forma, em grande parte, ao nascente movimento humanista porque muitos de seus conflitos internos e meditações expressadas em suas obras foram sumamente recebidas pelos filósofos humanistas Renascentistas e debatidas por muitos anos. Por exemplo, Petrarca lutou com a relação própria entre a vida ativa e a vida contemplativa, e teve uma tendência a enfatizar a importância da solidão e do estudo. O político e pensador Leonardo Bruni defendeu a vida ativa, ou humanismo cívico. O resultado foi que um surpreendente número de líderes políticos, militares e religiosos durante a Renascença apontaram a noção de que sua busca pela glória pessoal deveria se basear no exemplo clássico e na contemplação.